# Gjorgi Pop-Atanasov
Gjorgi Pop-Atanasov - makedonski teolog, istraživač makedonskog rukopisnog nasljeđa, profesor.

## Životopis
Gjorgi Pop-Atanasov (Ѓорѓи Поп-Атанасов) rođen je u selu Elešnica u Pirinskoj Makedoniji (Bugarska). Nakon stjecanja bogoslovskog obrazovanja u Bugarskoj radio je kao svećenik Sabornog hrama u Blagoevgradu. Stalna prismotra i pritisci zbog njegove makedonske nacionalne pripadnosti prinudili su ga da emigrira u Sjevernu Makedoniju gdje stupa u redove Makedonske pravoslavne crkve.
Kao doktor teoloških znanosti radi na Bogoslovskom fakultetu u Skopju. U svom istraživačkom radu najveću pozornost posvećuje temama iz crkvene povijesti makedonskog naroda. Njegov “Rječnik stare makedonske književnosti” prvorazredno je referentno znanstveno ostvarenje u kojem Pop-Atanasov donosi podatke o najznačajnijim makedonskim književnim spomenicima, nastalim u razdoblju od X. do konca XVIII. stoljeća, uzimajući u obzir samo one tekstove koji su nastali u Sjevernoj Makedoniji ili su, pak, nastali izvan Sjeverne Makedonije, ali su ih pisali makedonski književni stvaraoci.